# William Brett, 1. Viscount Esher

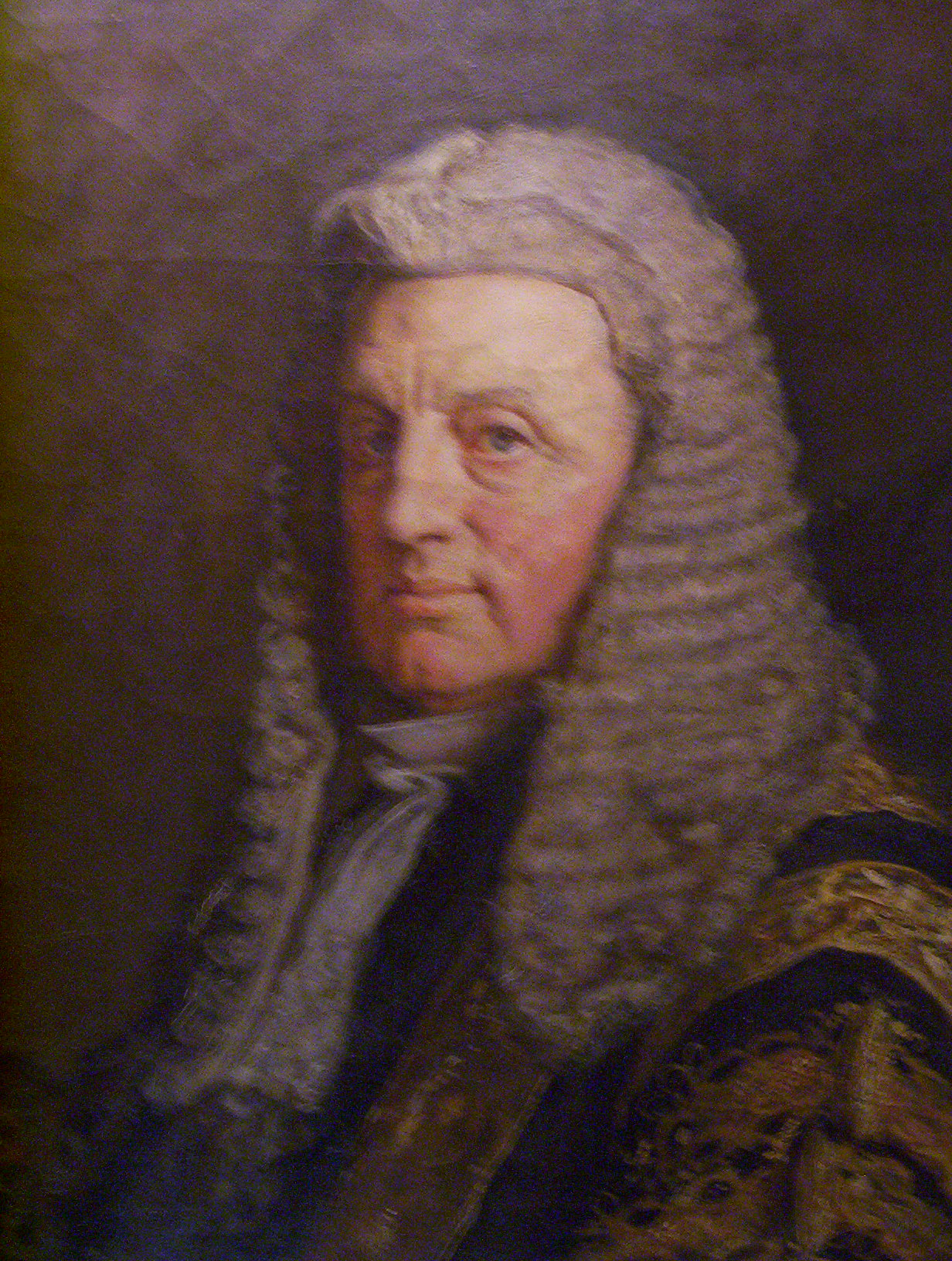
William Brett, 1. Viscount Esher

William Baliol Brett, 1. Viscount Esher, PC, QC (* 13. August 1815 in Lenham, Kent; † 24. Mai 1899 in London) war ein britischer Jurist, Richter und Politiker der Conservative Party.

## Familie und Ausbildung
Brett wurde 1815 als Sohn des Pfarrers Joseph George Brett aus Chelsea und dessen Frau Dorothy Best geboren. Er hatte sieben Geschwister, fünf Brüder und zwei Schwestern. Am 3. April 1850 heiratete er Eugenie Mayer, mit der er zwei Söhne und eine Tochter hatte. Seine Ausbildung erhielt Brett an der Westminster School, dem King’s College London sowie am Gonville and Caius College der University of Cambridge. Dort war er Mitglied des Cambridge University Boat Club und gewann mit seiner Mannschaft 1839 das Boat Race gegen das Team der University of Oxford. 1840 schloss er seine Ausbildung mit einem Magister Artium ab.

## Beruflicher Werdegang

### Politisches Engagement
Noch im selben Jahr erhielt Brett die Zulassung als Barrister. 1861 wurde er zum Kronanwalt ernannt. Nach dem Tod Richard Cobdens trat Brett 1865 als Kandidat der Conservative Party zur Unterhauswahl im Wahlkreis Rochdale an, verlor jedoch gegen Thomas Bayley Potter. Im Rahmen einer Nachwahl wurde er 1866 für den Wahlkreis Helston unter kuriosen Umständen in das Unterhaus entsandt. Beide Kandidaten vereinten zunächst genau dieselbe Anzahl von Wählerstimmen auf sich. Nachdem der Wahlleiter seine Stimme abgegeben hatte, wurde Bretts Gegner mit einer Stimme Vorsprung zum Sieger erklärt. Bei der Überprüfung des Wahlverfahrens stellte das Unterhaus jedoch fest, dass die Stimme des Wahlleiters nach Beendigung der Wahl abgegeben wurde und legte fest, dass beide Kandidaten ins Unterhaus einziehen sollten. 1868 wurde Brett zum Knight Bachelor geschlagen und von Benjamin Disraeli zum Solicitor General ernannt. Dieses Amt hatte er jedoch nur etwas mehr als acht Monate inne. In dieser Zeit vertrat er die Anklage gegen die Anführer des Fenian Aufstandes von 1867.

### Tätigkeit als Richter
Im August 1868 wurde Brett zum Richter am Court of Common Pleas ernannt. In dieser Position sah er sich, wegen der harten Strafen, die er verhängte, starker Kritik ausgesetzt. Trotzdem stieg er 1876 in das Amt eines Richters am Court of Appeal auf. Zur selben Zeit wurde Brett Mitglied des Privy Council. Im Jahr 1883 folgte er George Jessel in die Stellung des Master of the Rolls. Hiermit verbunden war die Erhebung in den Adelsstand als Baron Esher, of Esher in the County of Surrey. In dieser Stellung war er maßgeblich an der Entwicklung der Rechtsprechung und Gesetzgebung beteiligt. So unterstützte er ein Gesetz, das die Rechte der britischen Anwaltskammern stärken sollte und setzte sich dafür ein, dass Mitglieder des House of Lords, auch nachdem sie altershalber ausgeschieden waren, noch an Sitzungen teilnehmen und abstimmen durften. Ende 1897 trat Brett in den Ruhestand. Wegen seiner Verdienste wurde er von Queen Victoria zum Viscount Esher, of Esher in the County of Surrey ernannt.

## Späte Jahre
Brett starb 1899 in London. Der Titel des Viscount Esher ging auf seinen ältesten Sohn, Reginald über.